# Мендісорроса
«Мендісорроса» або «Естадіо де Мендісорроса» (ісп. Estadio de Mendizorroza) — футбольний стадіон у Віторія-Гастейсі, Іспанія, домашня арена ФК «Депортіво Алавес».
Стадіон відкритий у 1924 році. У 1999 році стадіон був реконструйований, в результаті чого було досягнуто місткості 19 840 глядачів. 
У 2016 році було представлено план модернізації та розширення стадіону із можливою місткістю 32 000 глядачів.
На стадіоні проводяться домашні матчі Збірної Країни Басків з футболу.